# Joan Tomàs Campasol
Joan Tomàs Campasol (Girona, 17 de maig de 1985) és un futbolista professional català, que ocupa la posició de migcampista, i juga actualment al Persija Jakarta indonesi.
Sorgeix de les categories inferiors del RCD Espanyol, sent cedit a la UE Lleida. Després d'una breu estada a l'Alacant CF, recala a les files del Vila-real CF, que l'incorpora al seu filial. L'1 de febrer de 2009 debuta a la màxima categoria amb l'equip valencià, en partit contra el Deportivo de La Corunya.
Ha estat internacional amb la selecció espanyola sub-19 i sub-21. Amb la primera va guanyar l'Europeu de la categoria el 2004.